# Tito Rúbrio Élio Nepos
Tito Rúbrio Élio Nepos (em latim: Titus Rubrius Aelius Nepos) foi um senador romano nomeado cônsul sufecto para o nundínio de setembro a dezembro de 79 com Marco Árrio Flaco. Era filho de Tito Rúbrio Nepos, superintendente dos aquedutos (curator aquarum) em 49.